# Western League of Professional Baseball Clubs
La Western League era una minor league del baseball USA, lega minore o regionale, che svolse la propria attività nella regione del Midwest degli Stati Uniti alla fine del XIX secolo.
Fondata nel 1893 e diretta dall'uomo d'affari Ban Johnson, fu trasformata nel 1900 nell'American League con l'obiettivo di diventare lega nazionale e ospitare alcune franchigie che erano state scartate dalla National League.
Nel 1901 la American League ottenne il titolo di major league ed assieme alla National League forma tutt'oggi la Major League Baseball.

## Storia
Come riporta Lee Allen nei suoi libri, la Western league è esistita in varie forme fin dal 1879 ma andò in bancarotta. In un incontro a Detroit il 20 novembre 1893 la lega fu ricostituita.
A quel meeting Ban Johnson fu eletto presidente e tale rimase fino al suo ritiro 35 anni più tardi. Johnson, un giornalista di un quotidiano di Cincinnati fu raccomandato dal suo amico Charles Comiskey, ex star dei St. Louis Browns negli anni 1880, che allora dirigeva i Cincinnati Reds.  Dopo la stagione 1894, quando il suo contratto scadde, Comiskey acquistò la squadra di Sioux City e la trasferì a Saint Paul, in Minnesota.  Questi due uomini furono le pietre miliari della futura American League.
Dopo la stagione 1899 la National League annunciò il taglio di Baltimora, Cleveland, Louisville e Washington.  Questo offrì alla WL la possibilità di espandersi in tali città. In un incontro a Chicago l'11 ottobre la WL cambiò nome in American League. Ufficialmente era ancora una lega minore, generalmente subordinata alla National League. La NL diede alla AL di mettere una squadra a Chicago e ne approfittò Comiskey che spostò il suo club di St. Paul. La nuova formazione comunque era soggetta alle regole della NL. Ai Cubs fu permesso di scegliere ogni anno due giocatori dalla squadra della AL. A Comiskey non fu inoltre concesso l'uso del nome Chicago nella denominazione ufficiale, quindi fece rivivere il vecchio nome "White Stockings". La AL inoltre trasferì una società da Grand Rapids a Cleveland.
Secondo Allen la NL era troppo assorbita da lotte interne per vedere ciò che stava accadendo. Dopo la stagione 1900 la AL rifiutò di rinnovare la sua appartenenza al National Agreement e si dichiarò una major league, iniziando a competere apertamente con la NL.
In aggiunta all'originale Western League, nel XX secolo numerosi circuiti minori usarono lo stesso nome. Le franchigie erano dislocate ad ovest del Mississippi, nelle Grandi Pianure e negli stati delle Montagne Rocciose. In particolare ci fu un WL esistente fra il 1902-37 e nel 1947-58. Fu classificata "A" ma nel baseball odierno sarebbe nel circuito Class AA. Nel Secondo Dopoguerra la Western League incluse squadre di Denver, Des Moines, Omaha e Colorado Springs, ora tutti membri della AAA Pacific Coast League.

## Franchigie 1894-1900
- Detroit Tigers - il solo WL charter member nella sua città di origine
- Sioux City Cornhuskers -> St. Paul Saints, 1895 -> Chicago White Sox, 1900
- Milwaukee Brewers -> St. Louis Browns, 1902 - ora Baltimore Orioles
- Toledo -> Columbus, 1896 -> rimpiazzato da Buffalo, 1899
  - Buffalo Bisons -> lasciano la lega
- Kansas City Blues -> Washington Senators, 1901 - ora Minnesota Twins
- Grand Rapids Rustlers -> Cleveland Blues (ora chiamati Cleveland Indians), 1900

Trasferito a Saint Joseph e Omaha nel 1898 prima di tornare nel Michigan nel 1899.
- Minneapolis Millers -> venduto alle minor league.

## Albo d'oro
- 1894 Sioux City
- 1895 Indianapolis
- 1896 Minneapolis
- 1897 Indianapolis
- 1898 Kansas City  Archiviato il 9 marzo 2006 in Internet Archive.
- 1899 Indianapolis
- 1900 Chicago (American League)